# Joaquín Galant Ruiz
Joaquín Galant Ruiz (Almoradí, 28 d'abril de 1935) és un advocat i polític valencià, diputat al Congrés dels Diputats i a les Corts Valencianes.

## Biografia
Llicenciat en Dret per la Universitat de Barcelona, ha estat professor de dret polític a la Universitat d'Alacant. Ha estat advocat en exercici, membre dels Col·legis de Madrid, Barcelona, València, Alacant, Elx i Oriola, i president de l'Agrupació Provincial d'Advocats joves d'Alacant i membre de l'executiva de l'Associació Internacional de Joves Advocats. També ha estat president de l'empresa promotora Urbacons, S.A i de Proalsa.
Políticament va militar inicialment a Acció Catòlica, de la que en fou el principal dirigent de la secció juvenil a la diòcesi d'Oriola-Alacant. En 1975 fou el primer president a Alacant d'Unió Democràtica Espanyola fins a la seva unió al PPDC de Fernando Álvarez de Miranda. Va formar part de la Coalició Centre Democràtic, que posteriorment formà part d'UCD. A les eleccions generals espanyoles de 1977 i 1979 fou elegit diputat per UCD per la província d'Alacant. Fou president de la Comissió d'Incompatibilitats i vicepresident de la Comissió Mixta d'Agricultura i Justícia del Congrés dels Diputats. Comissionat en la Delegació d'UCD per a assistir al Congrés de la CDU Alemanya.
El 1982 deixà UCD i marxà a Aliança Popular, partit amb el qual fou elegit diputat a les Eleccions a les Corts Valencianes de 1983. El 1987 fou el president alacantí del Partit Demòcrata Popular i el 1989 vicepresident provincial del Partido Popular, però deixà la política i es dedicà a exercir com a advocat.